# Pere Pont
Fra Pere Pont- (Alcúdia 1485 - València 1545) fou frare trinitari, bisbe de Cluny, Comte del Palatí i Inquisidor apostòlic de Mallorca.
Va entrar a un monestir de frares trinitaris a Valladolid de molt jove, deixant la seva Alcúdia natal. Estudià filosofia i lletres a diferents convents de Castella.
El papa Juli II el nomenà bisbe de Cluny (Aquitània- França) el dia primer de gener de 1511. L'any següent presencià el Concili General Lateranense, convocat per combatre un foc de heretgia i lluitar contra els cismàtics capitanejats pel cardenal Bernardí de Carvajal.
El papa Lleó X el va sotmetre a examen de mossèn P. Silvestre Prierio, maestre del sacre palau amb aprovació final el 18 de setembre de 1517. Més endavant fou nomenat vice gerent de Roma i comte del Palatí.
Nomenat ministre per Mallorca abandonaria els seus càrrecs per tornar a la seva illa. Es trobà de plè amb les guerres de germanies i en 1522 treballà molt per controlar les rebeldies dels agermanats. A manca d'inquisidors fou nomenat inquisidor de Mallorca, duent el tribunal inquisidor des del 12 de febrer de 1522.
Morí al convent del Remei de València el 3 de maig de 1545 als seixanta anys. Segons Ventayol i tal com escriur el pare Cervera, "dejando en el de su patria muchas memorias que inmortalizaron su nombre".